# SN 2002by
SN 2002by – supernowa typu Ia-pec odkryta 31 marca 2002 roku w galaktyce E139-G34. W momencie odkrycia miała maksymalną jasność 14,50m.